# Filipp Agalcow
Filipp Agalcow, ros. Филипп Александрович Агальцов (ur. 12 stycznia?/24 stycznia 1900 we wsi Sołdatskoje w obwodzie tulskim, zm. 29 czerwca 1980 w Moskwie) – radziecki dowódca wojskowy, marszałek lotnictwa, generał brygady Wojska Polskiego, Bohater Związku Radzieckiego (1978).

## Życiorys
Urodził się 24 stycznia 1900 we wsi Sołdatskoje w guberni tulskiej, ówcześnie na terenie Imperium Rosyjskiego. W 1918 ukończył szkołę średnią, następnie pracował w Zakładach Obuchowskich w Sankt Petersburgu. W 1925 ukończył Kijowską Szkołę Wojskowo-Polityczną, a w 1932 Wojskową Akademię Polityczną im. Włodzimierza I. Lenina w Moskwie. Absolwent kursu pilotażu w Kaczyńskiej Wojskowej Szkole Lotniczej im. Aleksandra F. Miasnikowa w 1934.
5 lipca 1919 wstąpił ochotniczo do Armii Czerwonej. Był strzelcem, pełnił funkcję dowódcy drużyny i pomocnika dowódcy plutonu w 1 kompanii 487 pułku strzelców. Brał udział w wojnie domowej oraz wojnie polsko-bolszewickiej, walkach z oddziałami kontrrewolucyjnymi w Azji Środkowej i w walkach z oddziałami atamana Machny. 
W styczniu 1923 objął funkcję zastępcy dowódcy kompanii ds. politycznych w 72 pułku strzelców 24 Dywizji Strzelców, a w lipcu 1925 został zastępcą komendanta ds. politycznych szkoły pułkowej w 7 pułku artylerii 7 Dywizji Strzeleckiej w Konotopie, a w październiku 1926 – sekretarzem komitetu partyjnego w tym oddziale. Od kwietnia 1932 był zastępcą ds. politycznych dowódcy 9 eskadry lotnictwa myśliwskiego, a rok później – 35 eskadry ciężkich bombowców. W maju 1935 powierzono mu funkcję zastępcy szefa Oddziału Politycznego 114 Brygady Lotniczej w Homlu.
Podczas wojny domowej w Hiszpanii w maju 1937 został oddelegowany na stanowisko komisarza w siłach powietrznych Hiszpańskiej Armii Republikańskiej. Po powrocie do ZSRR w listopadzie 1938 był członkiem Rady Wojskowej Sił Powietrznych Armii Czerwonej. 

### II wojna światowa
Uczestniczył w wojnie zimowej z Finlandią. Na własną prośbę został w sierpniu 1940 skierowany do służby liniowej na stanowisku dowódcy stacjonującego w Estonii 50 pułku lotnictwa bombowego, przeorganizowanego w styczniu 1941 w pułk szybkich bombowców; na tym stanowisku walczył po napaści Niemiec na ZSRR.
W sierpniu 1941 odwołano go z frontu, powierzając mu funkcję komendanta Tambowskiej Wojskowej Szkoły Lotniczej. Od lutego 1943 dowodził 292 Dywizją Lotnictwa Szturmowego, która uczestniczyła w bitwie pod Kurskiem, w walkach na wschodniej Ukrainie oraz podczas forsowania Dniepru, działając w pasie Frontu Woroneskiego, Frontu Stepowego i 2 Frontu Ukraińskiego. W lutym 1944 dowodzona przez niego dywizja otrzymała miano gwardyjskiej i została przemianowana na 9 Gwardyjską Dywizję Lotnictwa Szturmowego. Zimą 1944 dywizja ta uczestniczyła w operacji korsuńsko-szewczenkowskiej, a latem – w operacji lwowsko-sandomierskiej.
W listopadzie 1944 został przeniesiony do służby w Wojsku Polskim, gdzie po mianowaniu na stopień generała brygady powierzono mu dowodzenie 1 Mieszanym Korpusem Lotniczym. Kierował przebazowaniem poszczególnych jego dywizji na terytorium Polski i szkoleniem korpusu oraz dowodził nim w operacji berlińskiej. 

### Okres powojenny
15 lipca 1945, po rozwiązaniu dowództwa 1 Mieszanego Korpusu Lotniczego, powrócił do Związku Radzieckiego i objął stanowisko dowódcy 4 Korpusu Lotnictwa Szturmowego.
Od 18 lipca 1946 dowódca Armii Lotniczej. W latach 1949–1953 pełnił funkcję I zastępcy, a następnie zastępcy dowódcy Sił Powietrznych Związku Radzieckiego. W 1956 został generalnym inspektorem Sił Powietrznych ZSRR, a dwa lata później – ponownie zastępcą dowódcy Sił Powietrznych ZSRR. W 1962 objął funkcję dowódcy Lotnictwa Dalekiego Zasięgu. Od 1969 był inspektorem-doradcą w grupie generalnych inspektorów Ministerstwa Obrony ZSRR.
Od 1919 członek WKP(b), a następnie KPZR. 
Zmarł 29 czerwca 1980 w Moskwie i został pochowany na stołecznym Cmentarzu Nowodziewiczym.

## Życie prywatne
Syn Aleksandra. Był żonaty z Tamarą Nikołajewną (ur. 1906) i miał córkę Ninę (ur. 1928).

## Awanse
- generał major lotnictwa (генерал-майор авиации) – 28 maja 1943
- generał porucznik lotnictwa (генерал-лейтенант авиации) – 1 marca 1946
- generał pułkownik lotnictwa (генерал-полковник авиации) – 8 sierpnia 1955
- marszałek lotnictwa (маршал авиации) – 28 kwietnia 1962

## Odznaczenia
- Medal „Złota Gwiazda” Bohatera Związku Radzieckiego № 11290 (21 lutego 1978)
- Order Lenina – czterokrotnie (22 października 1937, 21 lutego 1945, 17 czerwca 1961, 21 lutego 1978)
- Order Czerwonego Sztandaru – pięciokrotnie (22 sierpnia 1943, 14 września 1943, 3 listopada 1944, 15 listopada 1950, 22 lutego 1968)
- Order Suworowa II stopnia (27 czerwca 1945)
- Order Kutuzowa II stopnia (9 sierpnia 1945)
- Order Wojny Ojczyźnianej I stopnia (21 sierpnia 1944)
- Order Czerwonej Gwiazdy (2 marca 1938)
- Order Za Służbę Ojczyźnie w Siłach Zbrojnych ZSRR III stopnia (30 kwietnia 1975)
- Medal jubileuszowy „XX lat Robotniczo-Chłopskiej Armii Czerwonej”
- Krzyż Srebrny Orderu Virtuti Militari (Polska)
- Order Krzyża Grunwaldu III klasy (Polska)